# Microserica quinquelamellata
Microserica quinquelamellata är en skalbaggsart som beskrevs av Moser 1920. Microserica quinquelamellata ingår i släktet Microserica och familjen Melolonthidae. Inga underarter finns listade i Catalogue of Life.